# 紅綠燈協議
紅綠燈協議（Traffic Light Protocol）簡稱TLP，是用來分類敏感資料的系統，是英國重要基礎設施保安協調中心在2000年代初期建立，目的是在不破壞機密性的情形下，鼓勵分享敏感資料
TLP其根本概念是讓資料建立者說明。這份資料除了直接收件者之外，可以揭露的程度。其目的是讓個人、組織或是社團中的資訊流動是以受控制，可信的方式進行。很重要的是在處理帶有TLP標籤的資訊時，處理者知道其規則，且願意依規則進行，只有這樣，才能建立對協議的信任，資料共享才會有助益。TLP是讓資料的建立者用四種顏色說明資料可以揭露的方式，收件者若希望某一份資料可以揭露給更多人，也可以向資料的建立者申請。
目前有幾種不同的TLP規格：
- 來自ISO/IEC的，是ISO/IEC 27010，針對跨部門及跨組織通訊資訊安全管理標準的一部份[2]
- 來自US-CERT的，目的是在提供可供大眾使用的簡單定義[3]。
- 來自資安事件應變及安全小組論壇（英语：Forum of Incident Response and Security Teams）（FIRST）的，FIRST在2016年8月31日產出了TLP 1.0版的文件[4]，這是起源於一個關鍵技術委員會（Special Interest Group），目的是要確認TLP的詮釋是一致的，而且用戶群體之間有明確的預期。FIRST在2022年8月計劃棄用TLP 1.0版，不過仍可以使用到2022年12月31日為止。[5]版本2.0于2022年8月5日发布。[6]

## 四種顏色及其意思
紅綠燈協議有四種顏色（類似紅綠燈）：
- RED ：只允許給收件者，收件者不得揭露給其他人

若是在會議中，紅色資訊只能提供給有參與會議的人。針對RED資訊的傳播，一般會事先定義清單，只能揭露給在清單上的人，一些極端的情形下，紅色資訊只能用口頭傳遞或是面對面傳遞。
- AMBER ：有限度揭露

收件人可以分享AMBER資訊給組織內有必要知悉的人，或是有必要知悉的客戶。信息提出者會預期分享者也說明此一分享是有限度的。
 AMBER+STRICT ：在TLP 2.0版導入，限制只在同一組織內分享。
- GREEN ：僅限於社群的有限度揭露

此一分類的資訊可以在特定社群中流通，但此資訊不能公開發佈，或是在網路上發表，也不能分享給社群以外的人。若沒有明確定義「社群」，會假設是網路安全或是網路防禦的社群。
- CLEAR ：不受限制，以前的標示是 WHITE ; 不受限制

CLEAR/WHITE資訊可以自由散佈，但仍會受到版權法律的限制。
實務上，說明文件分類時，會先加上TLP及冒號，後面才會接顏色，例如"TLP:RED"。

## 外部連結
- Forum of Incident Response and Security Teams （页面存档备份，存于）
- U.S. Department of Homeland Security （页面存档备份，存于）